# Mollinedo (Cantabria)
Mollinedo es una localidad del municipio de Valle de Villaverde (Cantabria, España). En el año 2008 contaba con una población de 2 habitantes (INE). La localidad se encuentra a 231 metros de altitud sobre el nivel del mar, y a 2,5 kilómetros de la capital municipal, La Matanza.
La iglesia del pueblo está advocada a San Pablo y San Pedro.
- Datos: Q6021050